# Dyskopatia
Dyskopatia – szerokie pojęcie obejmujące schorzenia krążka międzykręgowego. W większości przypadków jest to pierwszy z etapów choroby zwyrodnieniowej kręgosłupa. 
Termin dyskopatia odnosi się także do potocznej nazwy przepukliny jądra miażdżystego tarczy międzykręgowej kręgosłupa. Polega na uwypukleniu jądra miażdżystego, które powoduje ucisk i drażnienie korzeni rdzeniowych, rdzenia kręgowego lub innych struktur kanału kręgowego. Mechanizm drażnienia jest dwojaki. Po pierwsze dolegliwości bólowe powodowane są przez ucisk mechaniczny. Drugim elementem mogącym wywoływać bodźce bólowe jest niskie pH jądra miażdżystego spowodowane ubogą w tlen przemianą materii.

## Patomechanizm
Obecnie przyjmuje się, że pierwszorzędne znaczenie w procesie zwyrodnieniowym krążka międzykręgowego mają zaburzenia troficzne. Nieliczne komórki zarówno jądra miażdżystego jak i pierścienia włóknistego są bardzo wrażliwe na obniżone stężenie tlenu, podczas gdy krążek międzykręgowy jest strukturą awaskularną (nie zawiera naczyń krwionośnych), odżywianie odbywa się poprzez dyfuzję z naczyń położonych w sąsiedztwie blaszek granicznych. Dlatego łatwo dochodzi do lokalnego obniżenia pH, co powoduje najpierw spadek aktywności mitotycznej, a z czasem martwicę i włóknienie. Powstaje błędne koło chorobowe: niskie stężenie tlenu powoduje nie tylko zaburzenia funkcji komórek, ale również utrudnia dyfuzję tlenu oraz glukozy i prowadzi do akumulacji toksycznych produktów rozpadu. Przez lata uważało się, że głównym czynnikiem powodującym zwyrodnienie krążka międzykręgowego są urazy mechaniczne, zwłaszcza związane z wykonywaną pracą. Hipoteza ta poparta była obserwacją, że najczęściej dochodzi do zwyrodnienia na poziomie L5/S1, czyli w segmencie, który przenosi największe obciążenie. Ponadto zaobserwowano, że jednostka ruchowa przylegająca do poziomu, w którym wykonano spondylodezę (usztywnienie kręgosłupa) degeneruje znacznie szybciej (ang. adjacent level disease). Na modelu eksperymentalnym udowodniono, że o ile intensywne ćwiczenia nie mają negatywnego wpływu na krążek międzykręgowy, nadmierne obciążanie powoduje wzmożoną produkcję proteoglikanów, które osłabiają strukturę jądra miażdżystego. Na podstawie tych obserwacji wprowadzono pewne modyfikacje w miejscach pracy, niemniej przeprowadzone badania wykazały, że częstość występowania dyskopatii nie uległa zmianie. Podobnie modyfikacja stylu życia i eliminacja innych zidentyfikowanych czynników ryzyka, jak palenie tytoniu, nie ma znaczącego wpływu na częstość zachorowań. Ostatnie badania wskazują na duże znaczenie czynników genetycznych, zidentyfikowano kilka genów kodujących białka strukturalne krążka międzykręgowego, których mutacje mogą przyspieszać degenerację. Reasumując proces degeneracji krążka zależy od wielu czynników, z których najważniejsze to zaburzenia troficzne, urazy mechaniczne oraz polimorfizm genetyczny.
W zaawansowanej chorobie zwyrodnieniowej dochodzi do degeneracji kości współtworzących kręgosłup. Na skutek działania czynników wywołujących stan zapalny kości przerastają i uciskają na sąsiednie korzenie nerwowe, a w skrajnych przypadkach rdzeń kręgowy. Postępujące zaburzenie balansu kręgosłupa powoduje przeciążenie więzadeł oraz mięśni podtrzymujących kręgosłup, co dodatkowo powoduje nasilenie dolegliwości bólowych.

## Diagnostyka
Choroba powoduje charakterystyczne objawy kliniczne, dla których potwierdzenia wykonywane jest:
- RTG kręgosłupa w projekcji przednio-tylnej (AP) i bocznej
- tomografia komputerowa kręgosłupa
- rezonans magnetyczny kręgosłupa

## Objawy
- ból w zajętym odcinku kręgosłupa, z promieniowaniem wzdłuż dróg nerwowych (rwa kulszowa)
- zaburzenia czucia powierzchniowego w postaci: drętwienia, mrowienia, (w obrębie unerwienia przez uciśnięty nerw rdzeniowy)
- niedowład czyli osłabienie lub porażenie czyli całkowite zniesienie siły mięśni, po dłuższym okresie może powodować zanik mięśni (widoczne zmniejszenie obwodu np. uda, goleni)
- osłabienie odruchów ścięgnistych - kolanowy (ucisk na nerw rdzeniowy wychodzący pomiędzy kręgami L4 i L5) – ze ścięgna Achillesa (ucisk na nerw rdzeniowy wychodzący pomiędzy kręgami S1 i S2)
- objawy rozciągowe - nasilenie dolegliwości bólowych przez naciągnięcie uciśniętych nerwów (objaw Lasègue’a, objaw Mackiewicza)

## Leczenie
Większość dolegliwości spowodowanych dyskopatią kwalifikuje się do leczenia nieoperacyjnego. U części pacjentów, dolegliwości spowodowane dyskopatią ustępują samoistnie, jednak u większości pacjentów z tej grupy, dochodzi do kolejnych incydentów, zazwyczaj wymagających już leczenia. Leczenie zachowawcze, w pierwszej kolejności, proponowane jest wszystkim tym pacjentom, u których nie doszło do przerwania ciągłości pierścienia włóknistego, bez względu na stopień jego uszkodzenia. W leczeniu zachowawczym, dużą rolę odgrywają metody z zakresu fizjoterapii. Na szczególną uwagę zasługują te spośród nich, które wymagają od pacjentów: aktywności w procesie usprawniania, oparte są na działaniu bodźców mechanicznych, oferują pacjentom edukację w zakresie prawidłowych wzorców ruchowych. Przykładem może być metoda McKenziego. 
W przypadkach, kiedy leczenie zachowawcze, oparte na wymienionych wyżej zasadach, zakończyło się niepowodzeniem, oraz w przypadkach nie kwalifikujących się do leczenia zachowawczego (mniej niż 5% pacjentów) proponowana jest interwencja chirurgiczna, najczęściej dyscektomia, czyli usunięcie części jądra miażdżystego, które uciska korzeń nerwowy lub niekiedy także worek oponowy zawierający rdzeń kręgowy (do poziomu 1. lub 2 kręgu lędźwiowego) lub nerwy rdzeniowe. W przypadkach mało zaawansowanych gdy nie ma zaburzeń nerwów ruchowych (niedowładów, porażeń), a głównym problemem pacjenta jest ból przewlekły, współczesna chirurgia kręgosłupa posiada szereg minimalnie inwazyjnych procedur operacyjnych takich jak mikrodiscektomia, discektomia endoskopowa czy system przezskórnej niskotemperaturowej koblacji (tak zwana nukleoplastyka) krążka międzykręgowego. 
Z uwagi na szczególny profil patofizjologiczny oraz warunki anatomiczne takie postępowanie nie zawsze przynosi ulgę i zdrowie pacjentowi. W ostatnich latach szczególną uwagę zyskała metoda przezskórnej dekompresji laserowej (PLDD). Niestety procedura przezskórnej dyscektomii znajduje zastosowanie tylko w nielicznych przypadkach (około 1%), kiedy korzeń nerwowy nie jest silnie uciśnięty. W innym razie zastosowanie powyższej metody może często prowadzić do pogorszenia stanu pacjenta z uwagi na indukcję procesów zapalnych w przestrzeni międzykręgowej. Techniki minimalnie inwazyjne są procedurami nadzwyczaj precyzyjnymi i wymagają dużego doświadczenia operatora.
Podstawowe jednak znaczenie ma farmakoterapia z zastosowaniem leków o działaniu przeciwbólowym, przeciwzapalnym oraz miorelaksacyjnym. Wskazaniem do leczenia operacyjnego jest co najmniej 6 tygodniowe utrzymywanie się objawów bólowych.
Badanie przeprowadzone na psach wykazało, że terapia rezonansem magnetycznym (MBST) zmniejsza dolegliwości we wczesnym stadium choroby - redukuje ból spoczynkowy i szczytowy. Sama terapia rezonansem musi być jednak prowadzona równolegle z kinezyterapią i wzmacnianiem mięśni grzbietu i brzucha, aby cofnąć przesunięcia dysków.

## Klasyfikacja ICD10
| kod ICD10   | nazwa choroby                            |
| ----------- | ---------------------------------------- |
| ICD-10: M50 | Choroby krążków międzykręgowych szyjnych |
| ICD-10: M51 | Inne choroby krążka międzykręgowego      |